# 川崎龍一
川崎 龍一（かわさき りゅういち、1988年2月22日 - ）は萩本企画に所属していた元俳優。身長174cm。血液型AB型。

## 出演
- WATER BOYS 2005夏（2005年、フジテレビ）- 太郎 役
- ガチバカ!（2006年、TBS）- 山田克 役
- お台場冒険王 ブレイブ・ストーリーブース
- ちょんまげワールド伊勢